# Saint-André (Gers)
Saint-André település Franciaországban, Gers megyében. Lakosainak száma 126 fő (2022. január 1.). Saint-André Aurimont, Bézéril, Lahas, Montiron és Polastron községekkel határos.

## Népesség
A település népessége az elmúlt években az alábbi módon változott:
| Lakosok száma | 101  | 92   | 95   | 87   | 108  | 115  | 123  | 127  | 129  | 126  |
|               | 1968 | 1982 | 1990 | 2006 | 2013 | 2015 | 2017 | 2019 | 2020 | 2022 |